# ديفيد بي روبنز
ديفيد بي روبنز (بالإنجليزية: David P. Robbins)‏ هو رياضياتي أمريكي، ولد في 12 أغسطس 1942 في بروكلين في الولايات المتحدة، وتوفي في 4 سبتمبر 2003 بسبب سرطان البنكرياس.